# كين وليامز
كين وليامز (بالإنجليزية: Ken Williams)‏ (7 يناير 1927 دونكاستر المملكة المتحدة - ) هو لاعب كرة قدم بريطاني يلعب كلاعب وسط.